# Tõõraste
Tõõraste – wieś w Estonii, w prowincji Tartu, w gminie Haaslava.
Znajduje się tu stacja kolejowa Reola, położona na linii Tartu – Koidula.